# St. Josef (Anreppen)

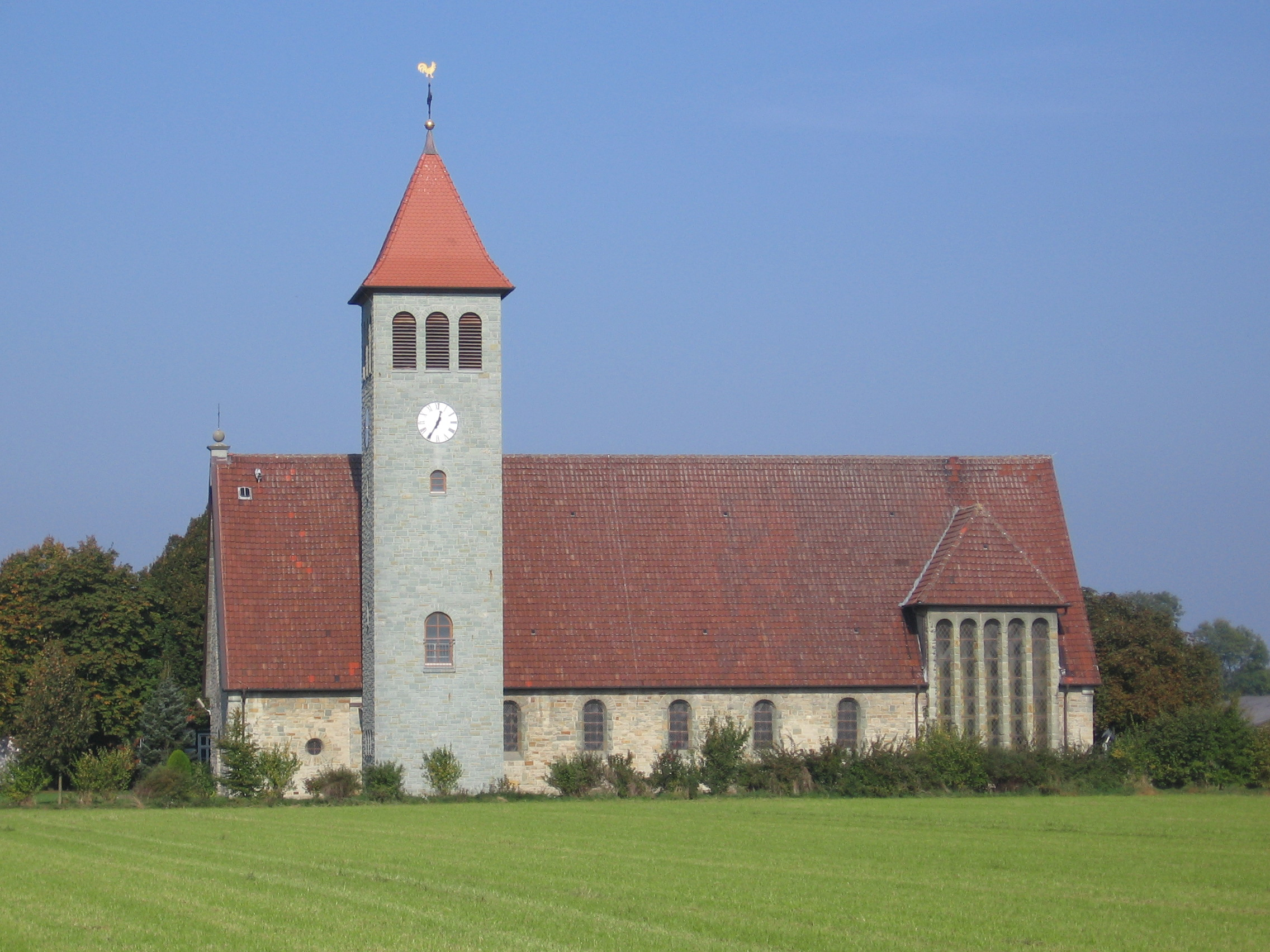
St. Josef in Delbrück-Anreppen

St. Josef ist eine römisch-katholische Pfarrkirche im Delbrücker Ortsteil Anreppen im Kreis Paderborn, Nordrhein-Westfalen. Die Gemeinde gehört zum Pastoralverbund Delbrück-Hövelhof im Dekanat Büren-Delbrück des Erzbistums Paderborn liegt.

## Geschichte
Ursprünglich gingen die katholisch Gläubigen zur Pfarrkirche St. Landolinus in Boke. Anfang des 20. Jahrhunderts wuchs der Wunsch nach einer eigenen Kirche. Nach dem Zweiten Weltkrieg nahm man 1945 die Planungen für einen Neubau auf. 1947 konnte eine Genehmigung eingeholt werden und 1948 gründete man den Kirchbauverein. Die Gemeinde war 800 Seelen groß und musste sich mit Spenden und Eigenleistungen am Kirchbau beteiligen. Außerdem erhielt man Zuwendungen aus den Nachbargemeinden.
Architekt Brocklage aus Rietberg wurde mit den Zeichnungen beauftragt und am 11. März 1948 erfolgte der erste Spatenstich. Mit dem Wort To Häergotts Ehr, to Menschen Fiar (hochdeutsch: Dem Herrgott zur Ehre, dem Menschen zur Freude) legte man am 23. April des Jahres den Grundstein. Im Januar 1949 konnte Richtfest gefeiert werden. Die Kirchweihe feierte Generalvikar Dr. Rintelen am 30. Oktober 1949 unter Assistenz des örtlichen Pastors und des Vikars.
1956 übergab der Kirchbauverein die Kirche der Pfarrei in Boke und löste sich auf. 1959 wurde die Sakristei angebaut, 1960 erhielt die Kirche eine Orgel. Bei einer Renovierung 1968 wurde der Chor mit Jura-Marmor ausgelegt und erhielt einen neuen Altar mit darüber hängendem Kreuz. Die Kanzel und die Kommunionbank wurden entfernt.
1994 wurde der Innenraum abermals umfassend renoviert.
Lange Zeit hatte die Kirche keinen Turm und das Glockengeläut kam über Lautsprecher vom Band. Am 1. April 1967 griff die örtliche Tageszeitung dies im Rahmen eines Aprilscherzes auf und berichtete, dass ein Turm in Schnellbauweise geschaffen wurde. Die wirklichen Planungen begannen 1993 durch den Kirchenvorstand. 1996 konnte mit dem Bau begonnen werden, der 500.000 DM kostete. 300.000 DM brachte die Gemeinde durch Spenden als Eigenanteil für den Bau und den Guss der drei Glocken ein. Am 31. August 1997 konnte Weihbischof Hans Leo Drewes den Turm einweihen.

## Baubeschreibung

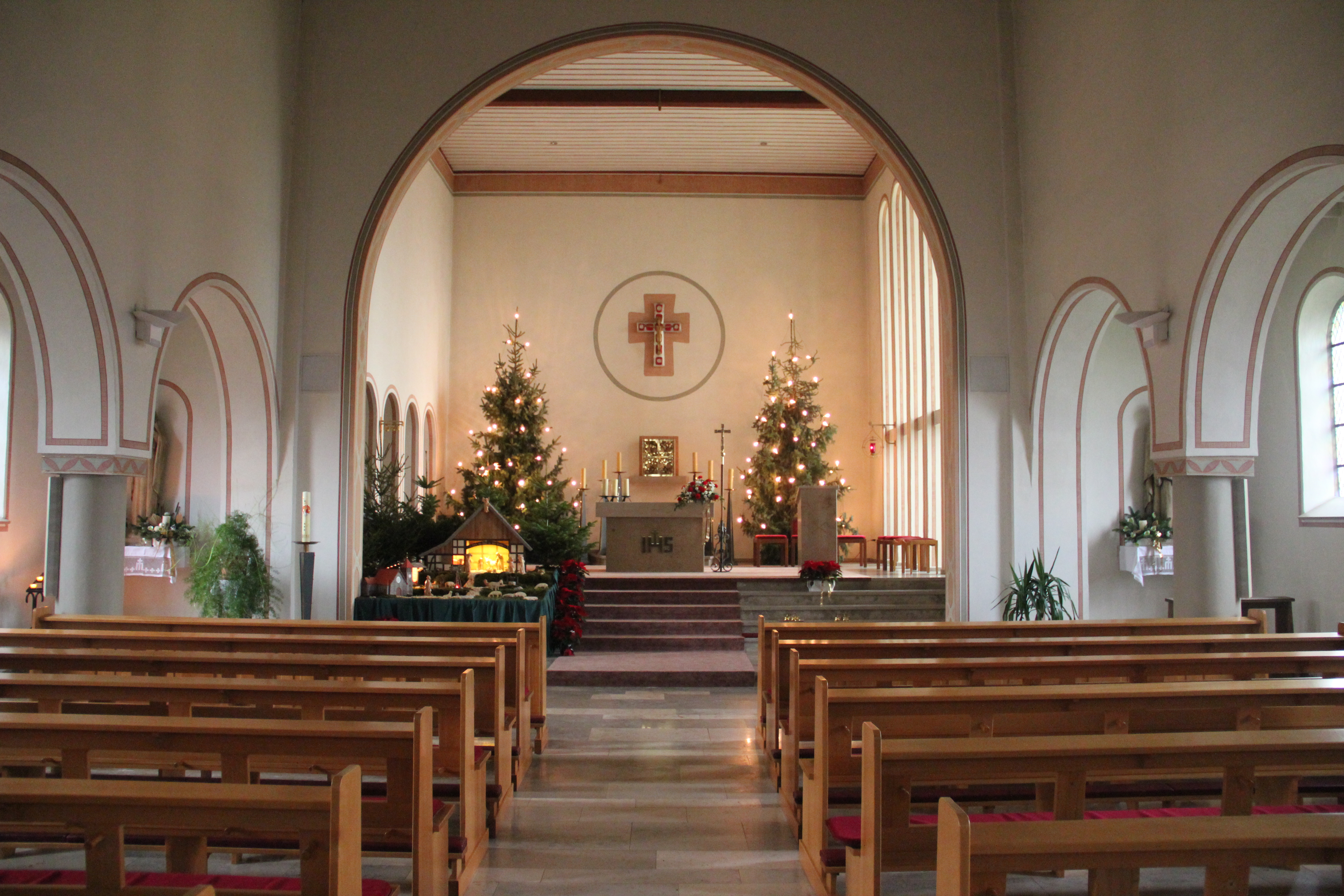
Innenraum der Sankt-Josef-Kirche in Anreppen

Die einfache moderne Kirche ist ein flacher Bau mit schmalen Seitenschiffen. Der Chor liegt erhöht und ist heute mit Jura-Marmor ausgelegt und darin ist ein freistehender Altar. Die hohen Fenster an der Südseite des Chorraumes beleuchten diesen. Auf jeder Seite des Langhauses sind sechs romanische Rundbögen, die auf Säulen lasten. Daran schließen sich die Seitenschiffe an.

### Glocken
Im Kirchturm der Kirche befinden sich drei Glocken. Die größte ist St. Josef mit einem Gewicht von 970 kg und einem Durchmesser von 1,19 Metern. Sie ist auf e gestimmt und trägt die Inschrift Herr unser Gott: Auf die Fürsprache unseres Patrons, des Hl. Josef, schütze unsere Gemeinde und schenke den Verstorbenen das Leben bei dir! Einig in der Hoffnung Anreppen 1996.
Die zweite Glocke ist St. Maria und wiegt 654 kg bei einem Durchmesser von 1,01 Metern. Sie ist auf gis gestimmt und beschriftet mit Herr unser Gott: Auf die Fürsprache der Gottesmutter Maria erhöre gnädig unsere täglichen Gebete! Beständig im Glauben Anreppen 1996.
Die kleinste Glocke ist St. Aloysius. Sie wiegt 415 kg und misst 86,5 Zentimeter im Durchmesser. Die Inschrift lautet Herr unser Gott: Auf die Fürsprache des Hl. Aloysius segne unsere Kinder und Jugendlichen auf ihrem Glaubens- und Lebensweg! Tätig in der Liebe Anreppen 1996.